# Tecnocràcia
La tecnocràcia és una forma de govern formada per funcionaris i altres càrrecs públics escollits en virtut de la seva preparació tècnica. Es diu tecnòcrata tant a una persona partidària d'aquest sistema com una de les persones que en formen part. L'objectiu és disposar d'un grup de persones competents que sàpiguen dissenyar plans i resoldre problemes de manera eficaç i fer-ho bé. Aquest ideal no té en compte que no hi ha una veritat única, ni tan sols tècnica ni científica, ni que, a la pràctica concreta de casos reals, termes com "eficaç" i "bo" són subjectius i responen a desitjos, valors, principis, interessos i plantejaments subjectius, diferents per a cada persona, de manera que una proposta pot ser més o menys eficient, eficaç o contra-eficaç, segons les preferències i la ideologia de cada persona.
La tecnocràcia pot tenir diverses ideologies i, de fet, sempre actua segons la pròpia, de cada persona o col·lectiu tecnòcrata, i que pot ser tant d'esquerres com de dretes, per exemple, si està per ella mateixa al poder. En cas contrari, no és tampoc mai neutra sinó que defensa els interessos i la ideologia de qui a la pràctica té el poder en una organització o societat. Així, el primer esment escrit occidental de tal forma de govern es troba al llibre La República de Plató que en malfiar-se de la saviesa del poble, somiava un ideal de república governada per un consell de savis. Al confucianisme es troben idees semblants en la seva definició de la responsabilitat i del paper del dirigent. Finalment, el concepte s'apropa també de la filosofia del despotisme il·lustrat del segle xviii. Fora de sistemes despòtics o teocràtics, la dificultat filosòfica i política del concepte rau al problema de la investidura o la definició de l'autoritat que avalua la competència i que atorga o trau el poder al tecnòcrata. A Espanya, l'any 1959, el franquisme va encetar l'anomenat "Pla d'Estabilització" (econòmica) que va comptar amb tecnòcrates formats a l'estranger als quals se'ls va demanar una reforma "modernitzadora", que en la ideologia franquista constava a desmantellar el moviment obrer, disminuir els beneficis socials i assegurar la futura instauració d'una monarquia autoritària.
En certs texts crítics, el mot pot prendre una significació pejorativa quan serveix per a designar tècnics privats o públics que decideixen de l'interès públic sense haver de justificar-se davant un electorat, un retret fet a organismes com l'OCDE, el FMI, les agències de qualificació dels riscos durant la crisi financera 2007-2010 i fins i tot també als euròcrates. Algunes mirades crítiques posen de manifest que alguns mitjans de comunicació, governs i altres entitats escoltin, donin visibilitat i acceptin únicament les propostes d'entitats econòmiques i financeres que defensen un banc o un grup d'accionistes, per exemple, considerant-los "neutres", posseïdors de l'única veritat i coneixement absolut i com si el seu interès fos el de tothom, i en canvi no es faci el mateix amb altres experts amb diferents ideologies o que defensen els interessos d'altres persones.

## Etimologia
El mot és un neologisme, que va aparèixer als anys 1930 en analogia amb democràcia, teocràcia, plutocràcia, burocràcia. Deriva de dos arrels del grec antic: technè (tècnica) i kratos (força, poder).

## Origen del concepte
El terme tecnocràcia s'imposa a partir dels primers anys 1930 per indicar la progressiva expansió-encoratjada per part d'alguns, temuda per altres-del poder dels tècnics de producció (químics, físics i enginyers) basat en el cas que qui està capacitat per governar el procés industrial, empresarial, etc. està capacitat per governar no només sencers sectors productius, sinó també la societat industrial en el seu conjunt.
Els tècnics industrials són aviat reemplaçats per la classe dels "directors", que deu la seva fortuna a l'afebliment de la funció de la propietat-ja sigui en la seva faceta de titularitat, amb la societat per accions, ja sigui en la seva faceta decisional-, característica dels grans grups industrials. Amb la creixent intervenció de l'Estat en la vida econòmica dels pobles, amb la planificació econòmica i amb la integració entre indústria i sistema de defensa durant els períodes bèl·lics, amb la carrera armamentista durant la Guerra Freda, el tecnòcrata mitjà s'obre als més alts nivells de la burocràcia estatal i dels aparells industrial-militars, a més de, evidentment, a exponents de renom de les facultats universitàries científiques, tecnològiques i econòmiques, amb un transvasament continu d'una realitat a una altra, exemplificat per la carrera de Robert S. McNamara, en primer lloc president de la Ford Motor Company, després ministre de Defensa dels EUA en l'època de la guerra del Vietnam (1965-1975) i finalment president del Banc Mundial.
La importància econòmica i social dels fluxos financers i informatius dels anys vuitanta determina una imponent aportació del món de les finances, de la informàtica i de la comunicació en la formació de la mentalitat i del personal tecnocràtics. No obstant això, la qualificació de tecnòcrata s'atorga al tècnic no com a especialista, sinó més aviat com presumpció de posseir els elements per aplicar la tècnica al govern de tot entorn humà.
Entre les anomenades famílies polítiques del franquisme, es van denominar tecnòcrates als que van dirigir l'àrea econòmica dels governs des del Pla d'Estabilització de 1959, molts d'ells en l'òrbita de l'Opus Dei.

## La ideologia tecnocràtica[calcitació]

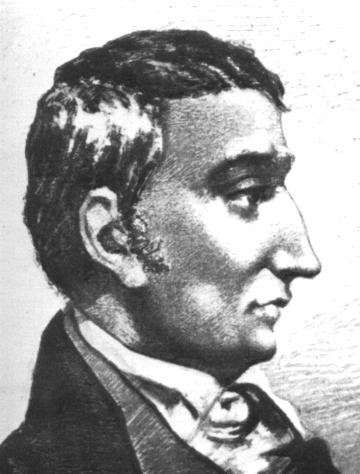
Henry Rouvroy

Per regla general, s'atribueix la primera expressió conscient de la ideologia tecnocràtica al filòsof i sociòleg francès Claude-Henri de Rouvroy, Comte de Saint-Simonn (1760-1825), que en la seva obra Réorganisation de la société européenne, de 1814, afirma:
| « | "Totes les ciències, no importa de la branca que siguin, no són més que una sèrie de problemes que solucionar, de qüestions que examinar, i es diferencien entre elles només per la seva naturalesa. D'aquesta manera, el mètode que s'aplica a alguna d'elles convé a totes les altres pel simple fet que convé a algunes [...]. Fins al moment el mètode de les ciències experimentals no ha estat aplicat a les qüestions polítiques: cadascú ha contribuït amb les seves pròpies formes de veure, de raonar, d'avaluar, i la conseqüència és que encara no hi ha exactitud de solucions ni generalitat de resultats. Ara ha arribat el moment de superar aquesta infància de la ciència ". Claude Henry Rouvroy, comte de Saint-Simon | » |

Saint-Simon és el primer que proposa per al poder polític a aquells que, en la seva època, lideren el procés de transformació econòmica a França, els dirigents industrials i els tècnics; augurant el reemplaçament de la política per la ciència de la producció, el "govern dels homes" per "l'administració de les coses". Pel mateix camí circula un altre filòsof i sociòleg francès, Auguste Comte (1798-1857). Considerant la societat industrial, científica i tecnològica com a fruit de tota la història universal, treu la conclusió de la necessitat d'una direcció tecnològica i no política de la societat. La ideologia tecnocràtica es fonamenta en una concepció del radi d'acció i del mètode de la ciència, de les relacions entre la ciència i la tècnica i del paper social de la tècnica, segons la qual és real només allò que és quantificable, comprovable empíricament i manipulable. Per tant, tot aspecte de la realitat, fins i tot de la realitat sociopolítica, és investigador amb els instruments de les ciències exactes. D'aquesta manera, segons la visió moderna de la indissoluble relació existent entre la recerca teòrica (la ciència) i el domini sobre l'objecte investigat (la tècnica), és aquesta la que tindria una funció d'experimentació i de direcció social i política. Ja que la concepció tecnocràtica és una visió simplificada de la realitat, apta per a dirigir l'acció, se la pot definir com una autèntica ideologia.

## El poder tecnocràtic[calcitació]
El que caracteritza la tecnocràcia és la tendència a suplantar el poder polític en comptes de donar-li suport amb el seu assessorament, assumint per a si la funció decisòria. Eliminant la divisió entre política com regne dels fins i tècnica com regne dels mitjans, el tecnòcrata abandona el terreny tècnic-econòmic i dels mitjans de l'acció social per ficar-se al de les finalitats i en el dels valors, pretenent que la decisió de tipus polític i discrecional-basant-se en criteris prudencials i morals-pot ser reemplaçada per una decisió no discrecional, fruit de càlculs i previsions de tipus científic, basant-se en purs criteris d'eficiència.
"A la mentalitat tecnocràtica sintetitza Claudio Finzi:racionalitat i" veritat "estan indissolublement unides, segons un esquema reconegut gairebé universalment en el pensament contemporani, en què a més la racionalitat està fundada sobre elements merament quantitatius, postergant al món de l'irracional i, per tant, del lamentable per definició, tot allò que no sigui quantificable. És obvi que ja no hi haurà lloc per als judicis de valor, és a dir, per als judicis que per la seva mateixa substància no poden fundar sobre elements quantitatius ".
L'ocupació de l'esfera política comporta la demonització per incompetència, per corrupció i per particularismes dels individus que actuen tradicionalment en ella, i també l'afirmació de la plena suficiència de la competència per a la gestió dels assumptes públics, d'acord amb una concepció simplista de la societat com a unitat productiva de la qual, en un primer moment, s'ha de maximitzar la seva expansió econòmica, o en un segon moment integrar-lo en un sistema econòmic mundial. Per aquesta finalitat cal adaptar les estructures institucionals (recordeu a tots aquells que a Itàlia volen una Constitució reescrita tenint com a objectiu el mercat mundial) i administratives.
De la desconfiança tecnocràtica en la voluntat o en la capacitat dels individus particulars o associats de realitzar un sistema econòmic més eficient es deriva tant la propensió a planificar la societat per mitjà d'un sistema de control tecno-burocràtic, com l'expulsió de la vida social de tot principi que no sigui quantificable, l'aversió cap a una concepció del bé comú que no es redueixi a pur benestar material.

## Tecnocràcia i mundialisme[calcitació]

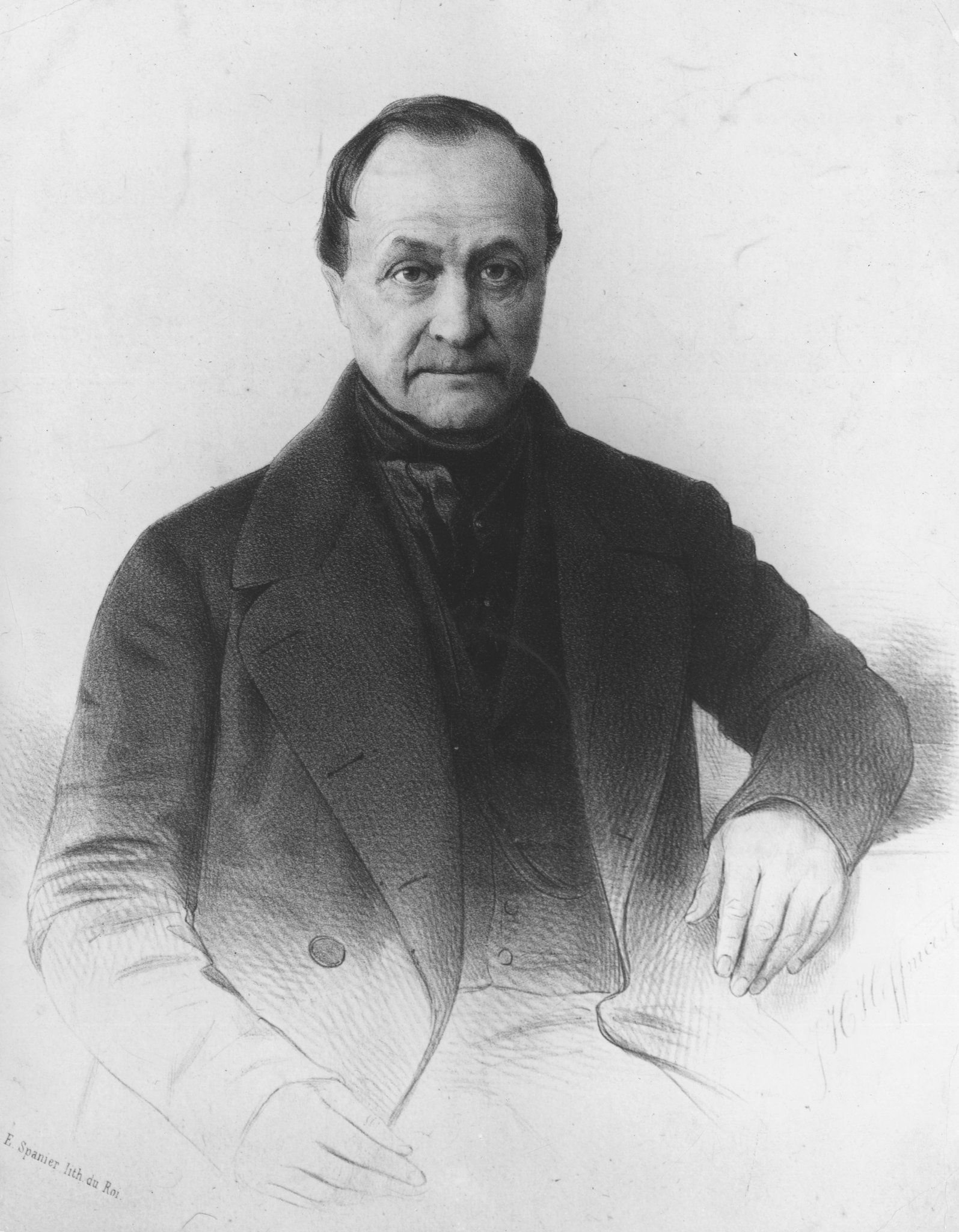
Auguste Comte

Si les coordenades culturals remotes de la ideologia tecnocràtica es remunten a la industrialització dels Estats nacionals europeus (sobretot de França al segle XIX) la seva consumació de fet es desenvolupa i s'afirma en la segona meitat del segle xx, quan es realitzen les condicions per a una projecció a escala mundial en la seva doble perspectiva de solució dels grans problemes planetaris i de globalització de l'economia.
Al principi de la dècada dels setanta (coincidint amb l'aparició del famós informe realitzat per al Club de Roma pel System Dinamics Group del MIT, el Massachusetts Institute of Technology, un dels grans laboratoris mundials del pensament tecnocràtic, que va ser difós a Europa en 1972 amb el títol Els límits del creixement comença a afirmar la necessitat de planificar una detenció del creixement demogràfic i una reducció dels consums per encarar la degradació del medi ambient i l'esgotament dels recursos naturals. El projecte de confiar els destins de la humanitat a una comunitat científica i tecnològica internacional suposa una centralització en la presa de decisions que concentraria poders immensos en mans d'una burocràcia mundialista i una minva de les llibertats dels particulars i de les sobiranies dels pobles, com des de fa temps passa quan els òrgans oficials del super-poder financer mundial (Fons Monetari Internacional i Banc Mundial) condicionen les ajudes a països subdesenvolupats o en vies de desenvolupament a l'adopció de determinats models socioeconòmics o de polítiques antinatalistes.
La globalització de l'economia es va enfrontar fins a 1989 amb l'existència dels dos sistemes considerats ideològicament antagonistes, el socialisme soviètic i el capitalista. La presència en ells de les mateixes pulsions tecnocràtiques i de paral·lels mecanismes burocràtics i de control social, més de ratificar la consideració tecnocràtica de la natura superestructural de les ideologies polítiques, en realitat evidenciava la progressiva infiltració d'aquestes per part de la ideologia tecnocràtica. Aquesta ideologia podia originar, segons el context polític, sistemes tecno-democrátics, tecno-autoritaris o tecno-socials. Els significatius intercanvis econòmics i financers i els inquietants fenòmens de "solidaritat" entre grups industrial-militars de les dues superpotències en el clima de la Guerra Freda desvetllen l'actuació de corrents de pensament i de grups orientats a la superació dels blocs en un projecte globalista de planificació dels recursos humans i materials del planeta. Aquest projecte que semblava després de la caiguda del sistema imperial soviètic el 1989, a l'abast de la mà, si els poders tecnocràtics mundialistes aconsegueixen evitar el ressorgiment de les nacionalitats fins ara subjugades al "infern de les nacions" soviètiques, i també que els estats anomenats lliures es lliurin d'aquesta mena de sobirania limitada creada per les esferes d'influència de les superpotències.
Aprofitant situacions de crisi, d'origen sovint ambigu pel que fa als actors i les motivacions-ètniques, religioses i ideològiques-, s'afirma la necessitat de despolititzar l'àmbit internacional: en aquest sentit a les institucions supranacionals ja no se'ls demana que solucionin problemes de justícia entre comunitats polítiques i de solidaritat entre els pobles, sinó ser òrgans d'un únic ordre polític i militar mundial.

## Tecnocràcia i totalitarisme[calcitació]
És necessari evitar identificar com tecnocràtic el que és propi d'una època tremendament marcada per la tecnologia, així com tampoc pensar que tots els ambients que manifestin actituds tecnocràtiques participin de les mateixes perspectives ideològiques i operatives.
L'essència de la concepció tecnocràtica, més enllà de la roba amb què es va presentar històricament (deguts principalment al que, en cada moment, des de la màquina de vapor fins als salvatges mecanismes de les finances, era estimat com el major factor de desenvolupament), consisteix en la pretensió d'amputar de la realitat tot allò que no sigui quantificable i manipulable i, per tant, d'eliminar de la vida dels homes tot allò que guardi referència amb principis, imatge d'un ordre transcendent.
No sorprèn, per tant, l'entesa entre determinats poders tecnocràtics i forces polítiques que, després d'haver abandonat les vestidures d'una mitologia socioeconòmica desqualificada, ratifiquen però la seva naturalesa relativista. Així mateix, tampoc sorprèn que al relativisme "calent" de febre ideològica es superposi un relativisme "fred"-però no menys perillós-d'aparent rigor tècnic, si per totalitarisme s'entén l'ocupació de tots els espais de la vida individual i social per part dels que tracten de recrear de forma utòpica la realitat.